# Fernando Haddad

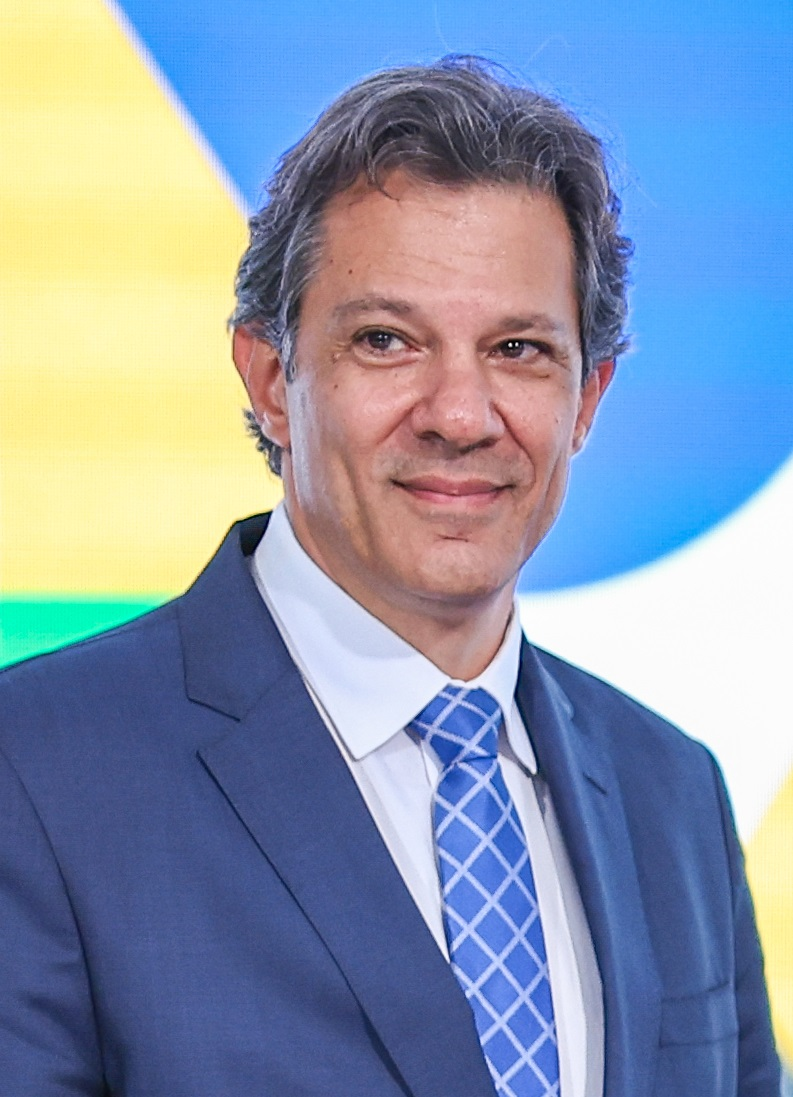
Fernando Haddad (2023)

Fernando Haddad (* 25. Januar 1963 in São Paulo) ist ein brasilianischer Politiker, der von 2013 bis 2017 Stadtpräfekt von São Paulo, der größten Stadt Brasiliens, war. Er war Bildungsminister, ist Hochschullehrer, Mitglied der Arbeiterpartei (PT) und war Präsidentschaftskandidat seiner Partei bei den Wahlen in Brasilien 2018. Seit 2023 ist er Finanzminister im Kabinett Lula III.

## Leben
Haddad ist der zweitälteste Sohn von Khalil Haddad und Norma Thereza Goussain Haddad. Beide Elternteile sind libanesischer Abstammung. Er hat christlich-orthodoxe Wurzeln. Er studierte Rechtswissenschaften, Volkswirtschaftslehre und Philosophie an der Universidade de São Paulo (USP), wo er 1996 mit der Arbeit De Marx a Habermas. O materialismo historico e seu paradigma adequado promoviert wurde. Er verbrachte einen großen Teil seiner Karriere im öffentlichen Dienst. Unter anderem war er Berater des Wirtschaftsforschungsinstituts Fundação Instituto de Pesquisas Econômicas, Stabschef des Sekretärs für Finanzen und Wirtschaftsentwicklung der Gemeinde São Paulo von 2001 bis 2003 und Sonderberater des Ministeriums für Planung, Haushalt und Verwaltung. Zudem ist er Professor an der USP, Fakultät für Philosophie, Literatur und Humanwissenschaften. Er ist mit Ana Estela Haddad verheiratet, mit der er zwei Kinder hat.

## Politische Laufbahn
Von 2005 bis 2012 war er in Nachfolge von Tarso Genro Bildungsminister in den Kabinetten der Präsidenten Luiz Inácio Lula da Silva und Dilma Rousseff. Bei der Kommunalwahl in Brasilien 2012 wurde er im zweiten Wahlgang mit 55,57 % der gültigen Stimmen zum Stadtpräfekten (Oberbürgermeister) von São Paulo gewählt. Seine Stellvertreterin wurde Nádia Campeão. Am 2. Oktober 2016 verlor Haddad bei der Kommunalwahl 2016 gegen den Sozialdemokraten und Medienmogul João Doria Júnior und erhielt nur 17 % der Stimmen. Er verließ sein Amt am 1. Januar 2017.
In seine Amtszeit als Bürgermeister fielen im Juni 2013 die Proteste in Brasilien 2013 wegen Erhöhung der Bustarife, innerstädtische Verkehrsberuhigung und Ausbau des Busverkehrs und ein kommunales Gesetz zur Korruptionskontrolle und Rechnungsprüfung durch ein neu geschaffenes Amt, dem Controladoria Geral do Município de São Paulo (CGM).
Haddad wurde bei der Präsidentschaftswahl 2018 im August 2018 als Lula da Silvas Vizepräsidentschaftskandidat angekündigt. Nachdem am 31. August 2018 das Oberste Wahlgericht Lula da Silva erneut die Kandidaturberechtigung wegen seiner Verurteilung wegen Korruptionsdelikten aberkannte (Ficha Limpa), wurde allgemein erwartet, dass er der nächste Präsidentschaftskandidat der PT wird, was die Partei am 11. September 2018 nach Rückzug von Lula da Silva auch beschloss. Als seine Kandidatin für das Vizepräsidentenamt tritt an seine Stelle die Landesabgeordnete in Rio Grande do Sul Manuela d’Ávila der Kommunistischen Partei von Brasilien (PCdoB). Haddad verlor die Präsidentschaftswahl mit 44,87 % im zweiten Wahlgang.

## Präsidentschaftswahl 2018
| Wahl | Kandidat        | 1. Wahlgang | 1. Wahlgang | 2. Wahlgang | 2. Wahlgang |
| Wahl | Kandidat        | Stimmen     | % Prozent   | Stimmen     | % Prozent   |
| ---- | --------------- | ----------- | ----------- | ----------- | ----------- |
| 2018 | Fernando Haddad | 31.342.051  | 29,28 %     | 47.040.906  | 44,87 %     |

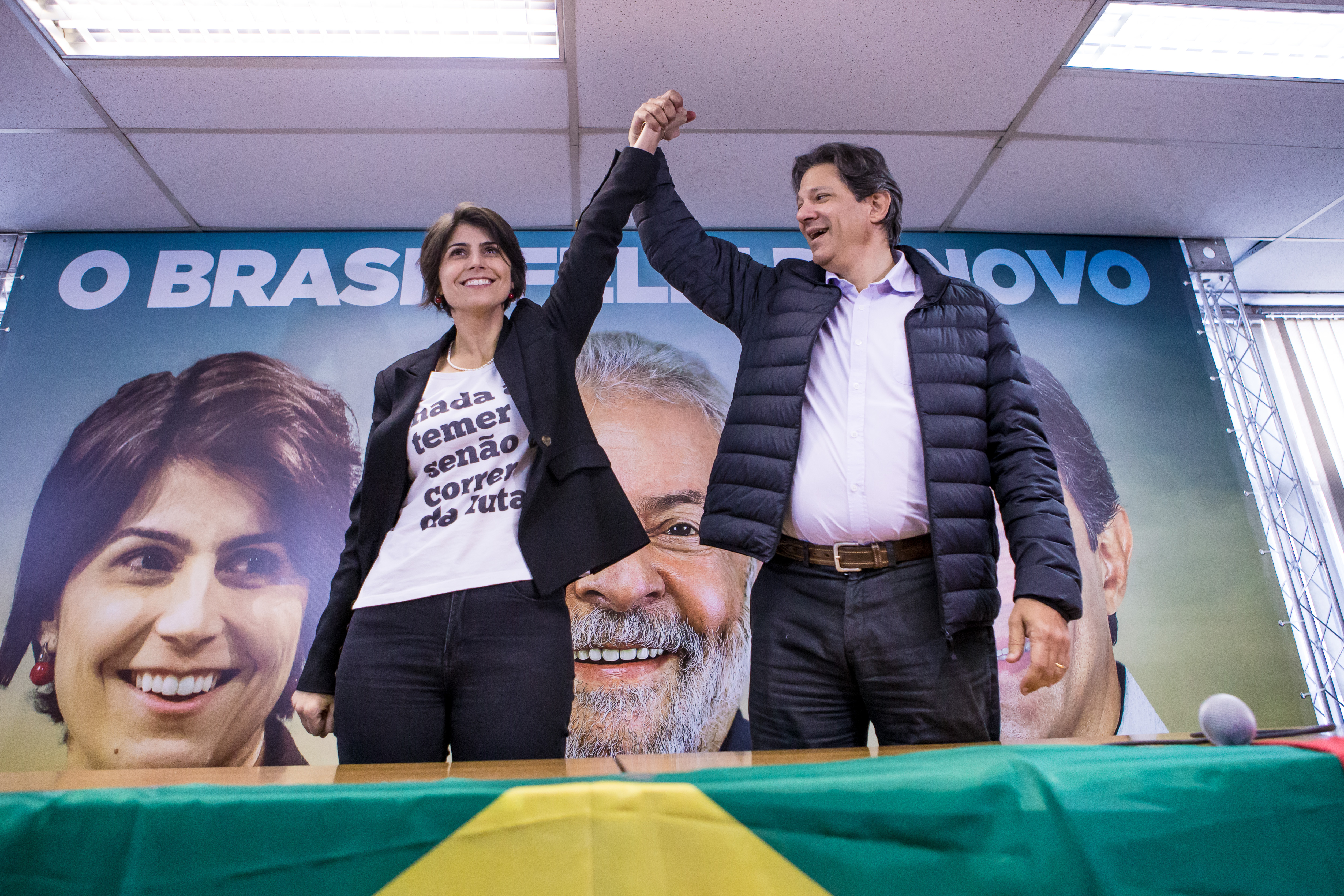
Fernando Haddad und Manuela d’Ávila am 1. Wahltag 2018.

Anmerkung: Die Anzahl der Stimmen wird in halbamtlichen Quellen oder in der Presse mit 31.341.997, 31.342.005 und 31.342.051 angegeben, was aber an der Prozentzahl 29,28 % der gültigen Stimmen nichts ändert.

## Schriften (Auswahl)
- O Sistema Soviético. Scritta Editorial, São Paulo 1992.
- Em defesa do socialismo. Vozes, Petrópolis 1998.
- Desorganizando o consenso. Vozes, Petrópolis 1998.
- Sindicatos, cooperativas e socialismo. Editora Fundação Perseu Abramo, São Paulo 2003.